# Nummi (Turku)
Nummi ou Nummenmäki ou Nummenpakka ou Pakka est un quartier des districts de centre-ville, et Nummi-Halinen à Turku en Finlande,.

## Description
Nummi est situé à quelques kilomètres à l'est du centre-ville.
Le village est situé à la fois dans la région de Vanha Hämeentien–Itäharju et sur Kuuvuori, où les maisons ont été construites au début du XXe siècle.
Nummi est principalement bâti de maisons en bois, et il abrite également le village étudiant (fi).

## Galerie

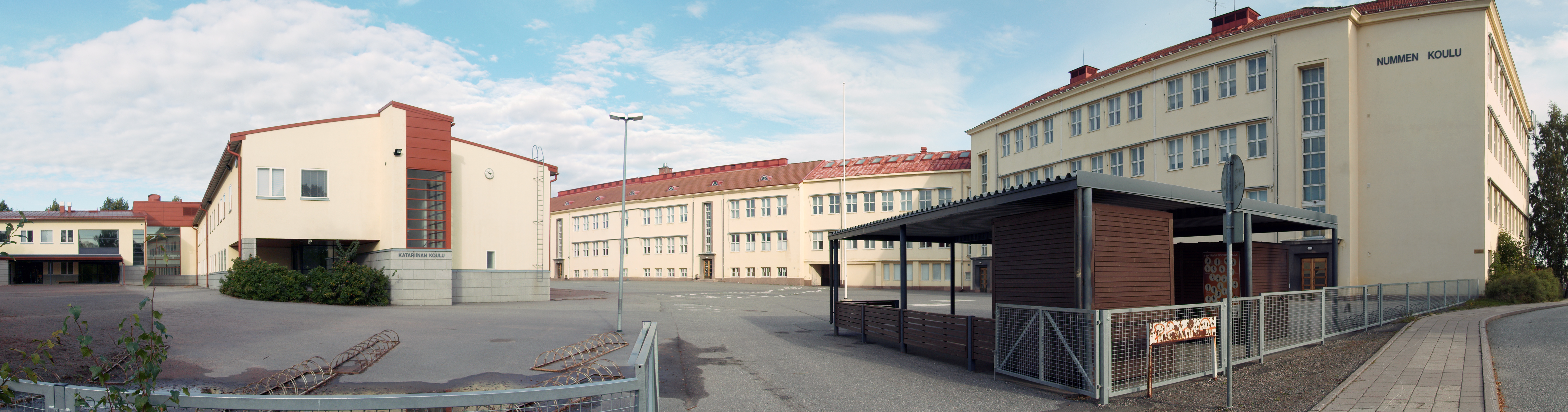
École de Nummenpaka. Partie I de trois étages (1931), partie II de quatre étages (1937), aile du gymnase (années 1980).

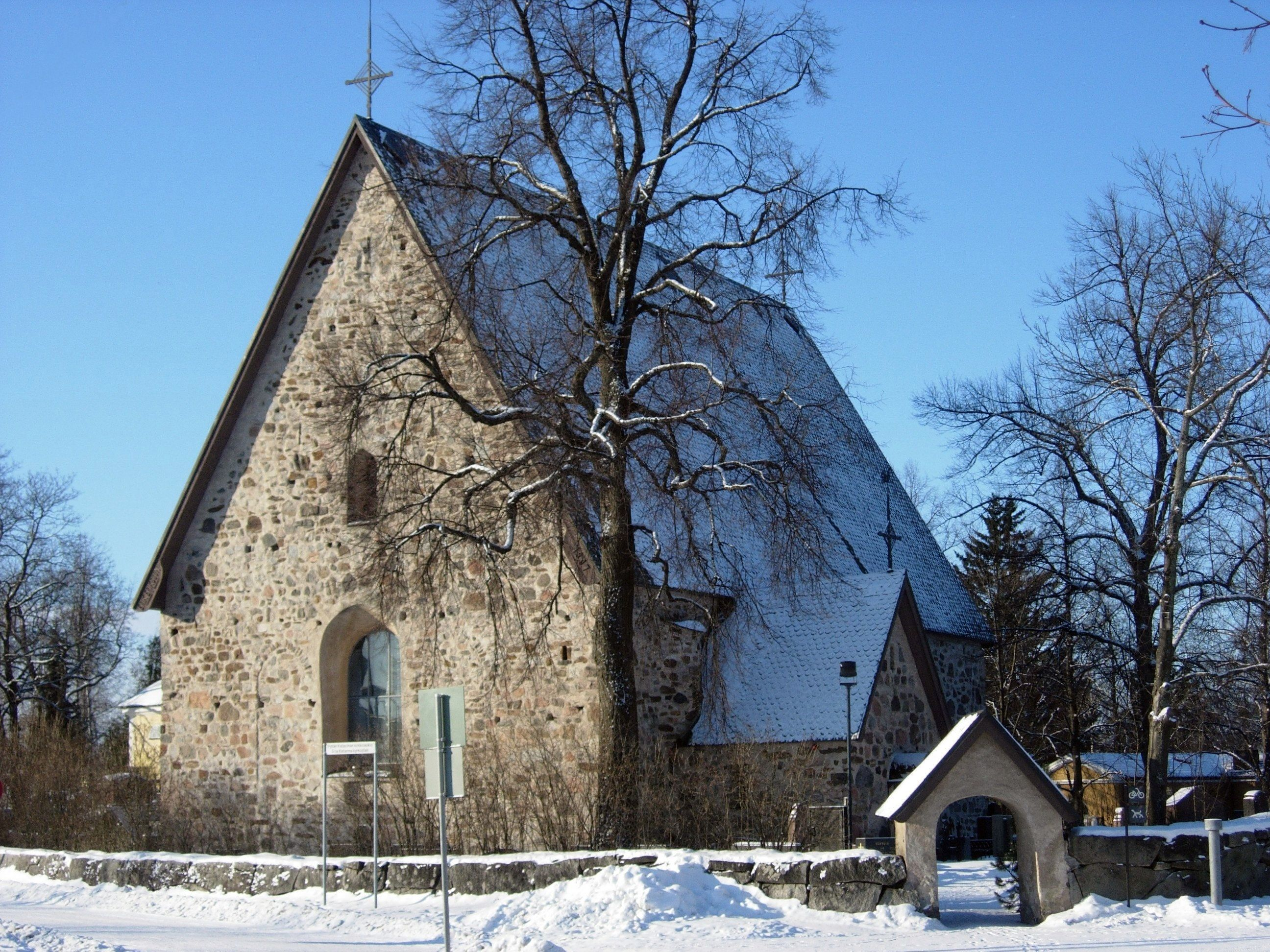
Église Sainte-Catherine
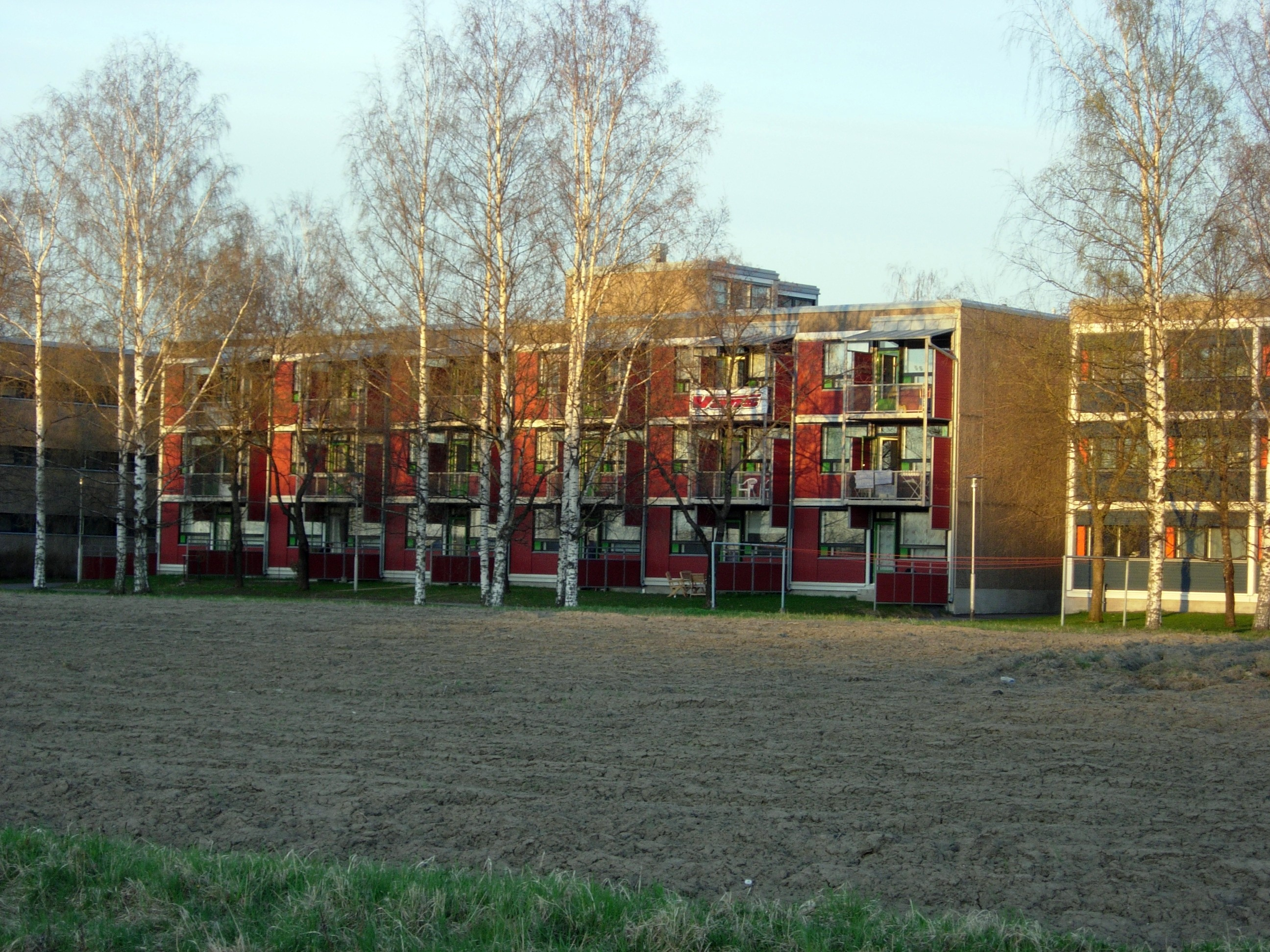
Le village étudiant.
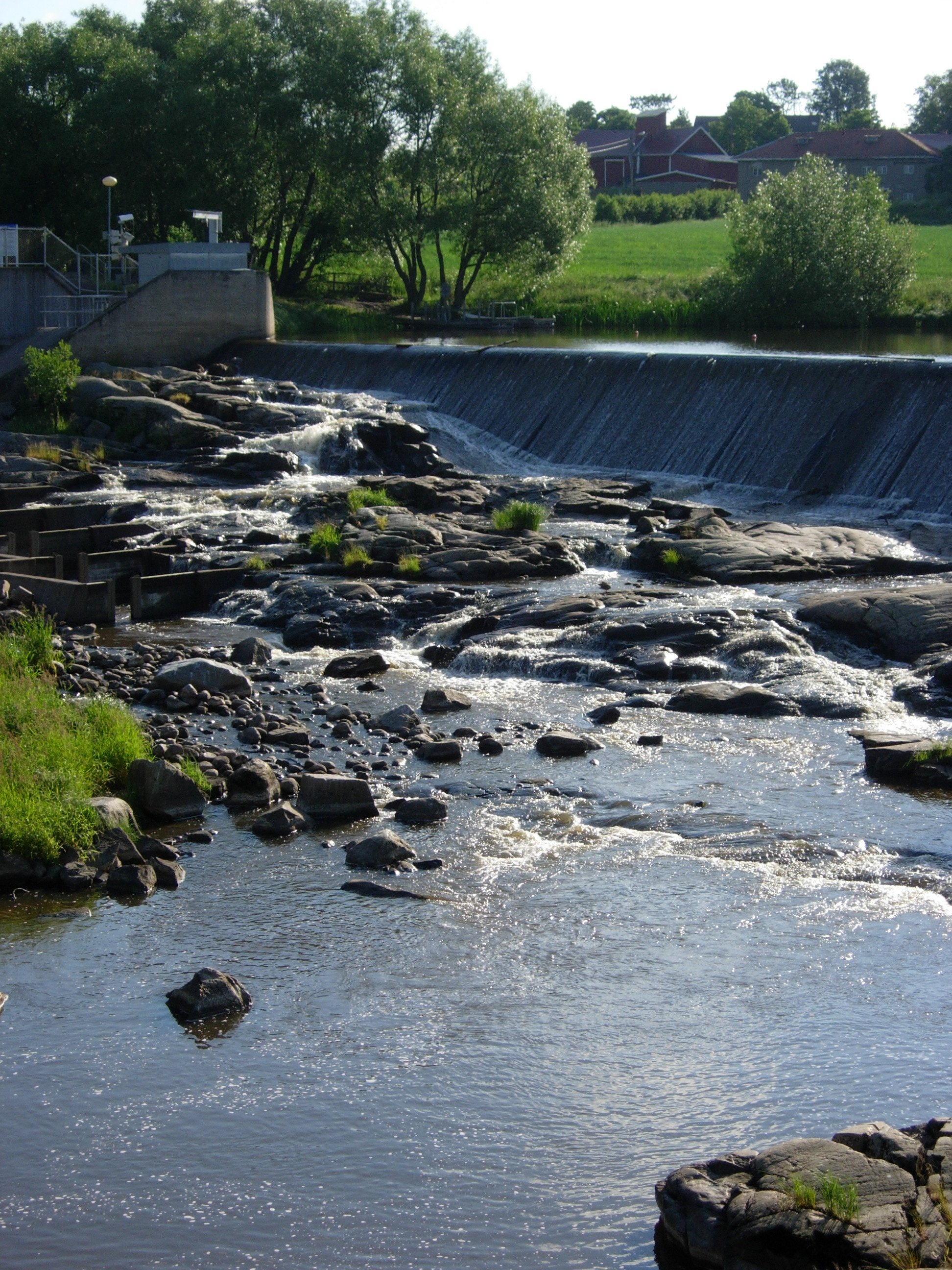
Rapides Halisten koski.
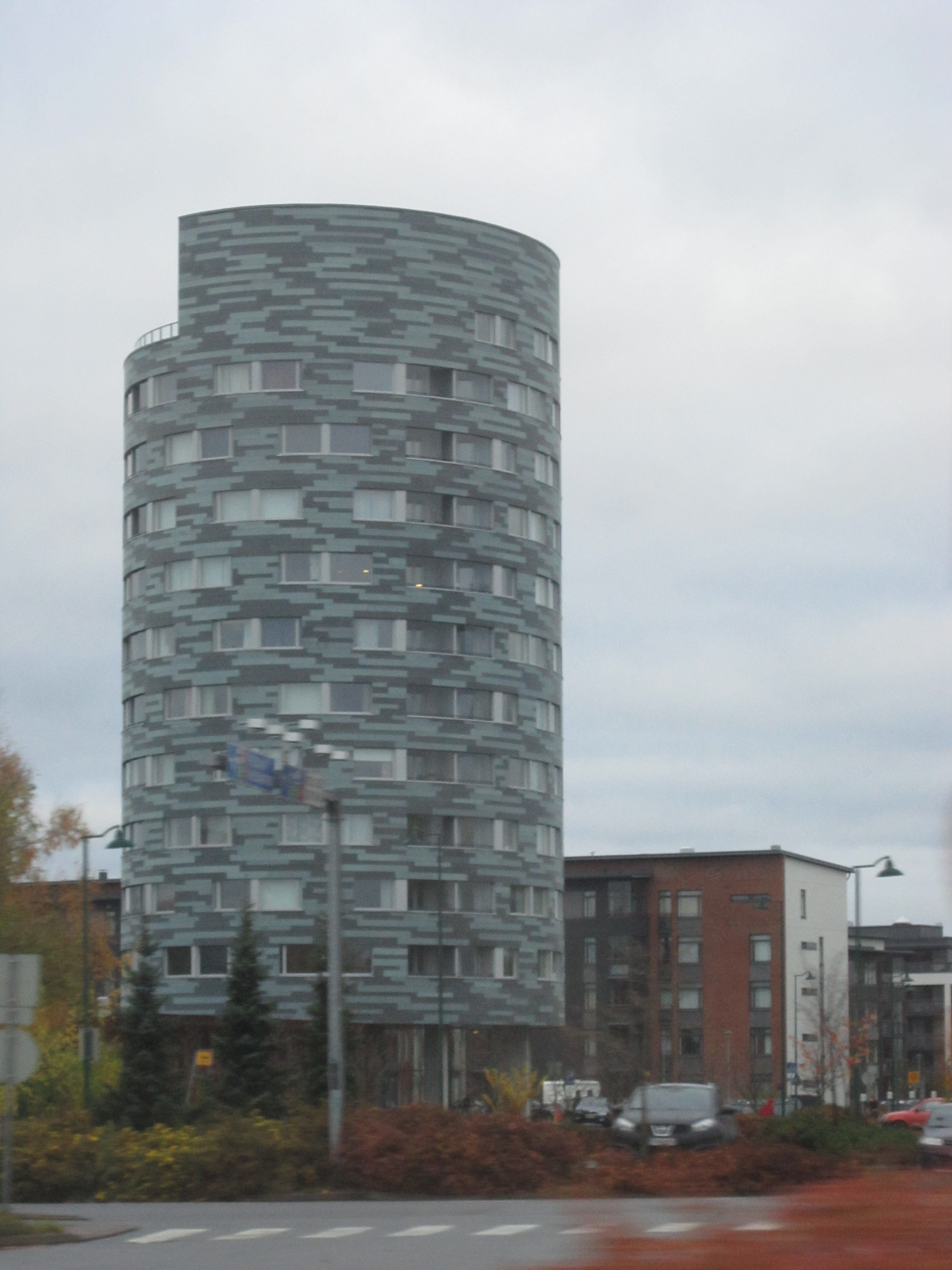
Ikituuri.